# Església de fusta d'Hopperstad

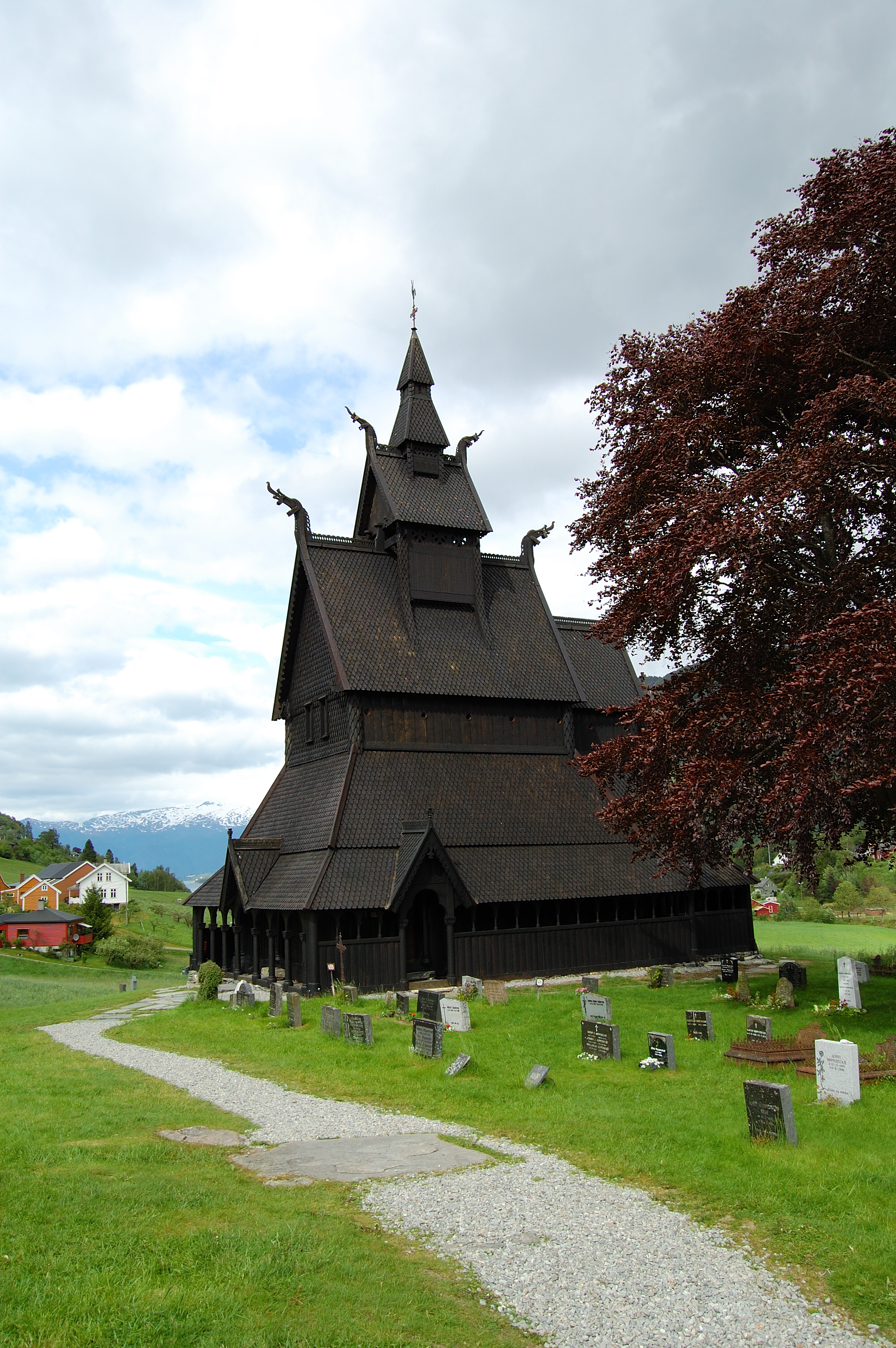
Església de Hopperstad.

L'església de fusta de Hopperstad és una stavkirke medieval de Vikøyri, municipi de Vik, comtat de Sogn og Fjordane, a Noruega. Va ser construïda cap a l'any 1130.
Va ser reconstruïda en gran part al segle xix en un intent per recuperar la seva aparença primitiva. Des de llavors és propietat de la Societat per a la Conservació de Monuments Antics Noruecs.

## Història

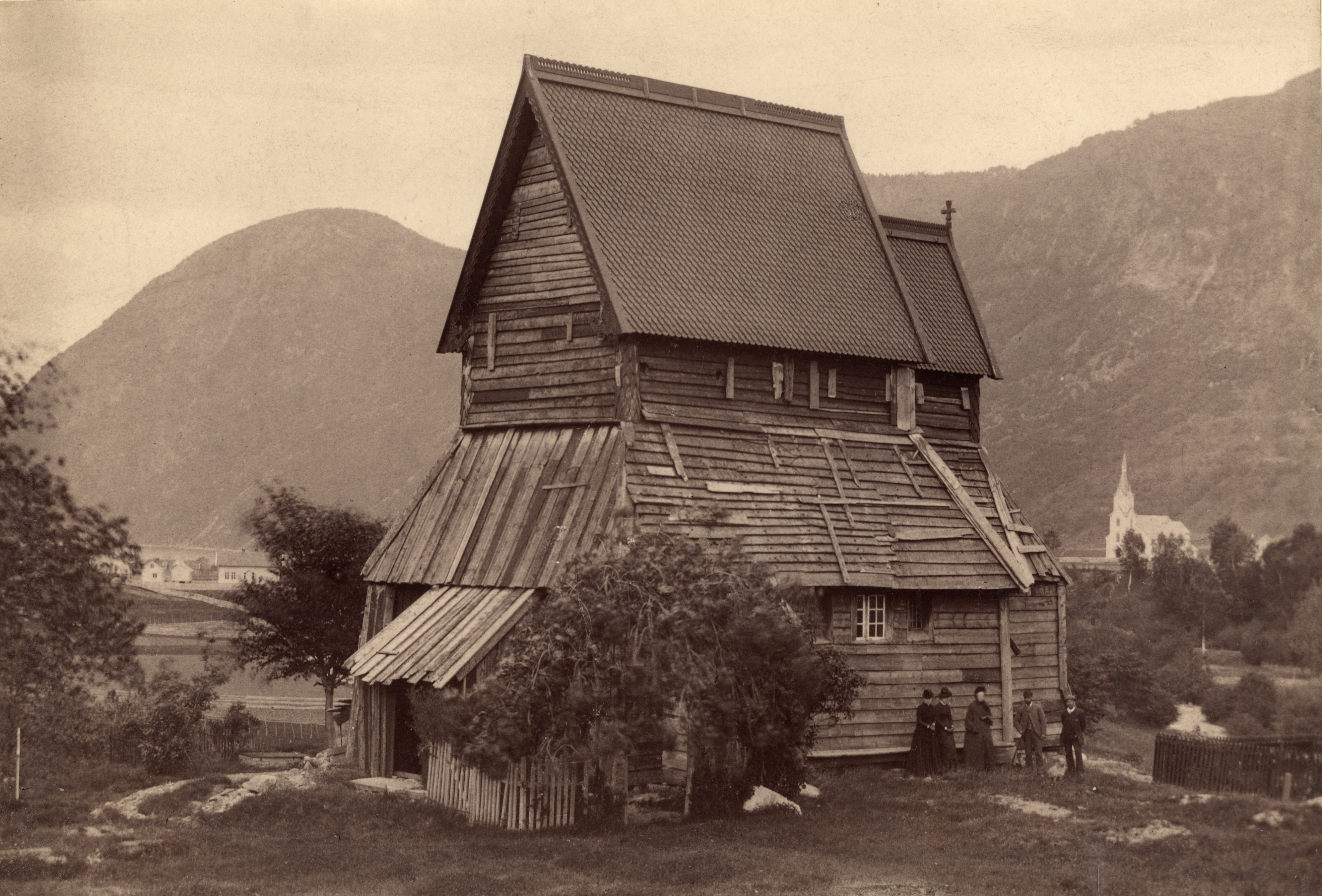
L'església de 1885 durant la restauració.

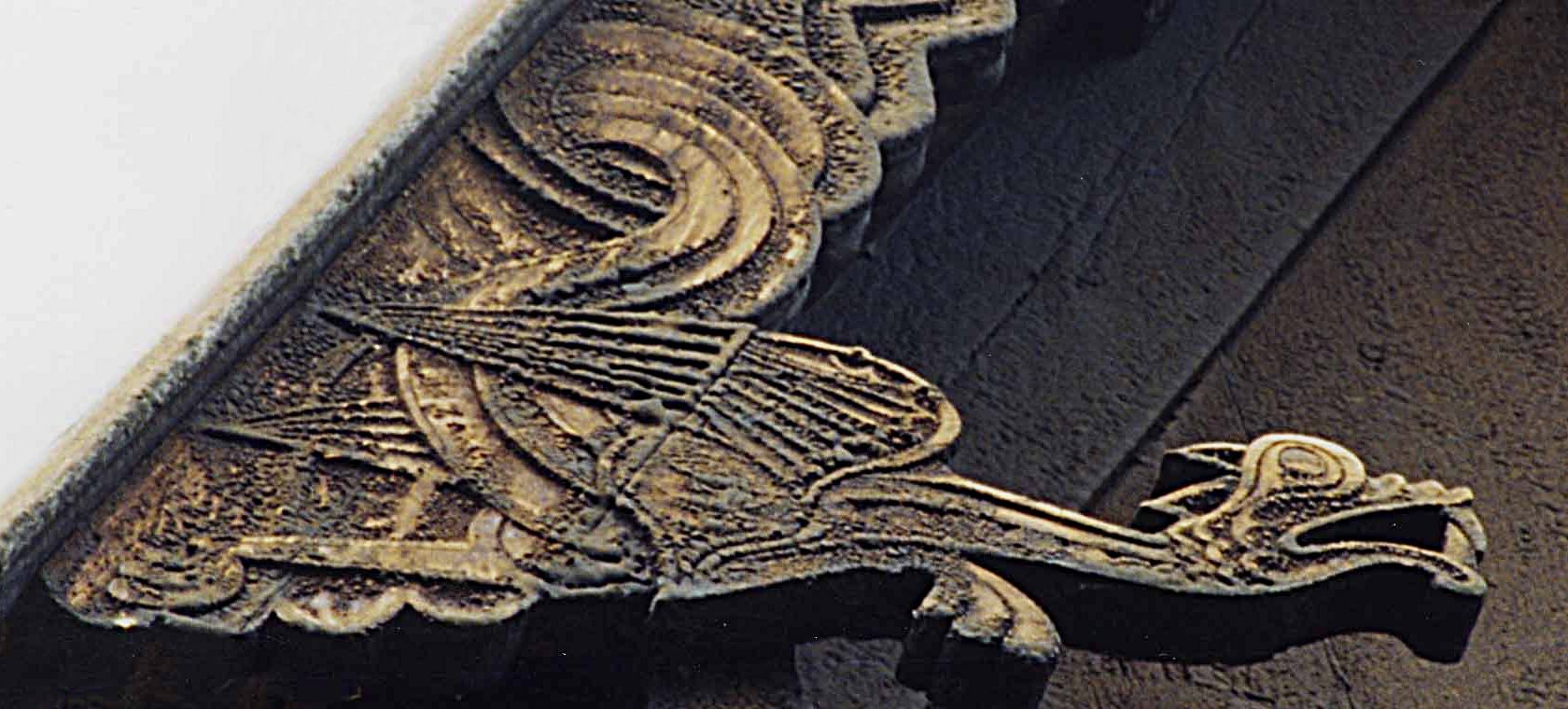
Cap de drac.

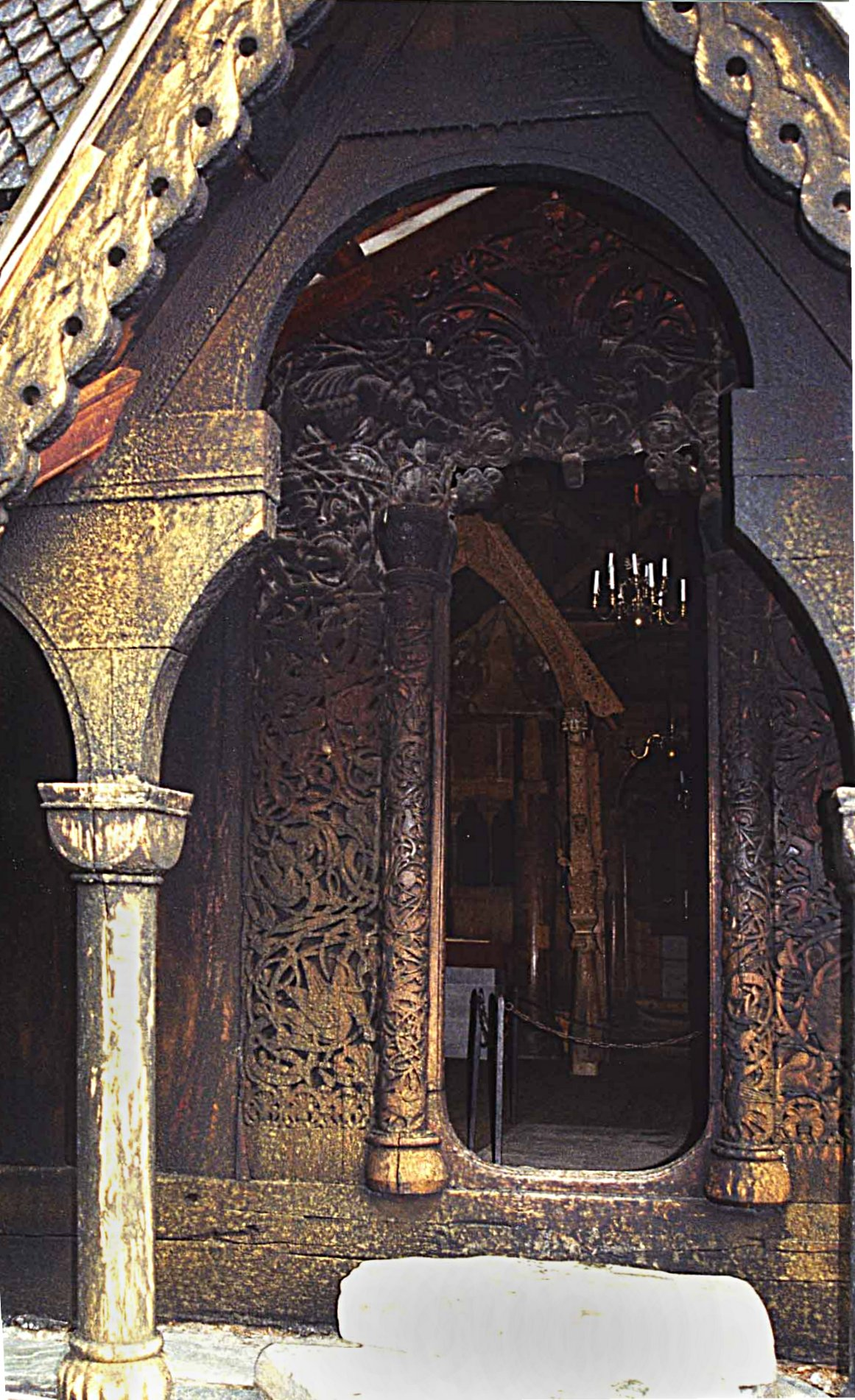
Portal occidental.

Les proves dendrocronològiques realitzades l'any 1997 a partir de set diferents parts de l'església van donar dades d'edats entre 1034 i 1116. L'any 1982, una reparació a la part nord del corredor al costat del cor va descobrir una petjada d'un pal d'una antiga església de pals qur es trobava en el mateix lloc de l'església actual. Aparentment, l'església va romandre en la seva forma original fins al Segle XVII. Llavors, la nau va ser allargada cap a l'occident, i es va construir un campanar a la part nova. l'ampliació va tenir lloc també per l'orient, el sud, i sobretot pel nord. Aquestes obres van ser finalitzades cap al Segle XVIII. No hi ha cap imatge de l'interior de l'església en aquesta època. La pila baptismal va ser col·locada sota el baldaquí medieval i les parets van ser pintades amb escenes bíbliques en colors clars.
L'any 1851 va aparèixer una nova llei que establia que les esglésies havien de tenir lloc per almenys un terç de la població de la parròquia. La llei implicava que diverses esglésies eren massa petites. En alguns casos, els temples van ser engrandits, en uns altres, es va construir una nova església i les velles construccions van ser derrocades. A Vik, es va construir una nova església de maçoneria l'any 1877; el municipi contava a més de l'església de Hopperstad, amb l'antiga església de Hove, de pedra, però els recursos eren insuficients per mantenir a les tres. La Societat per a Conservació de Monuments Antics Noruecs va oferir comprar la stavkirke al municipi. Com el preu fixat era molt elevat (1200 corones), es va acordar que la Societat la compraria per 600 corones, i les parts més recents serien desmuntades i venudes. Una vegada que aquestes peces de fusta van ser venudes a particulars per 800 corones, la Societat es va fer càrrec de l'església.
Va haver-hi primer la intenció de traslladar l'església de Hopperstad al Nygårdsparken de Bergen, però després d'una discussió es va decidir restaurar-la en el seu emplaçament original. Per a la restauració i la reconstrucció es va contractar a l'arquitecte Peter Blix. Les obres van durar entre 1885 i 1891.

## L'església després de la restauració

### Exterior
La remodelació del segle xvii va ser la causant que es conservés bastant poc de l'exterior original de l'església. Aquest va ser reconstruït amb l'església de Borgund com a model. Com aquesta última església, Hopperstad té el seu sostre és un escalonament sèxtuple, si bé la divisió entre el sostre del deambulatori de la nau i el del corredor exterior no és molt evident.
Se li va col·locar un absis amb cuculla a l'orient, una torre central de tres cossos sobre el cavallet del sostre i un corredor al voltant de tota la planta, intentant reconstruir l'aparença que tenia el temple en els seus orígens. El sostre va ser adornat amb dracs similars als de Borgund. Les parts autèntiques de l'antiga església són les grans bigues del pis, les soleres, els taulons dels murs i els pals (stav) raconers, així com una part de l'armadura del sostre.

### Portals
L'església té tres portals. Al costat nord del cor hi ha un petit portal decorat amb senzills motius animals. Al costat sud hi ha un portal de columnes que no destaca per la seva originalitat, a més d'una claraboia en la paret que va ser utilitzada en les confessions. El portal sud hauria estat utilitzat per les dones que acudien a l'església per primera vegada després d'haver donat a llum i que eren considerades impures fins que acudissin als serveis religiosos.
El portal principal, a l'occident, conté motius de dracs, que s'entrellacen i es mosseguen en el coll entre si. Aquest portal és d'alta qualitat i és possible que hagi estat esculpit per un mestre que es va dedicar a la decoració de diverses stavkirke, doncs existeixen clares similituds amb el portal occidental de l'església de Borgund.

### Interior

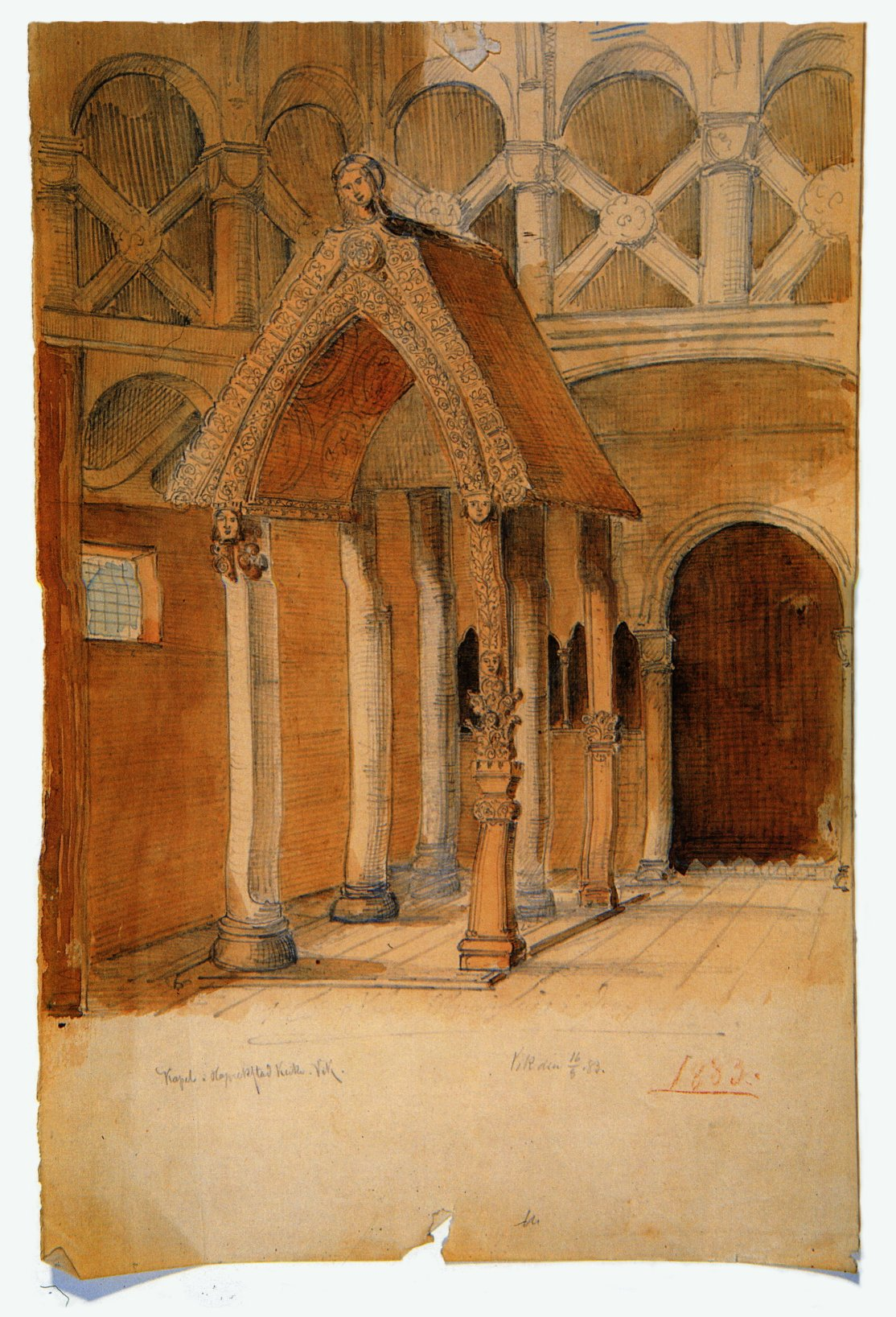
Aquarel·la del baldaquí per Peter Andreas Blix en 1882.

A l'interior hi ha 18 pals circulars que tenen la funció de columnes, amb capitells romànics i enllaçats entre si per mitjà d'arcades de fusta d'arc de mig punt. Sis pals en cada costat al llarg de la nau i tres a l'ample. Els pals tenen 8 m d'altura i reposen en una gran biga que forma un marc de quadre costats. L'església de Hoppertad manté gran similitud en el seu interior amb l'església de Urnes, i potser ambdues van ser construïdes per la mateixa època. S'ha especulat si els motius en els fusts i capitells són “traduccions” de l'arquitectura en pedra del segle xii.
Originalment, l'església no tenia els actuals ceps i creus de sant Andreu a la meitat de l'altura de la sala central de la nau. El cor es trobava separat de la nau per una pantalla de fusta, que va ser oberta en algun moment perquè la feligresia pogués seguir el que succeïa en l'altar.

### Inventari
Les peça més sumptuosa és un cimbori o baldaquí a l'altar lateral del nord, consagrat a la Mare de Déu i datat al segle xiv. S'ha suggerit que hi havia un baldaquí similar a l'altar del costat sud. Hi ha quatre escultures en el baldaquí. En el més alt, un cap de Crist, en el cim de la columna esquerra una figura femenina amb corona, i al costat dret una figura masculina, també coronada i sota aquesta, el cap d'un monjo.
La part inferior del baldaquí està pintat amb vuit escenes relacionades amb el naixement de Jesús: la Anunciació, el naixement de Crist, el missatge dels àngels als pastors, la visió de l'estel de Belén pels pastors, l'adoració dels mags, la purificació de María i la presentació del nen Jesús en el temple, la fugida a Egipte, i la massacre dels innocents.

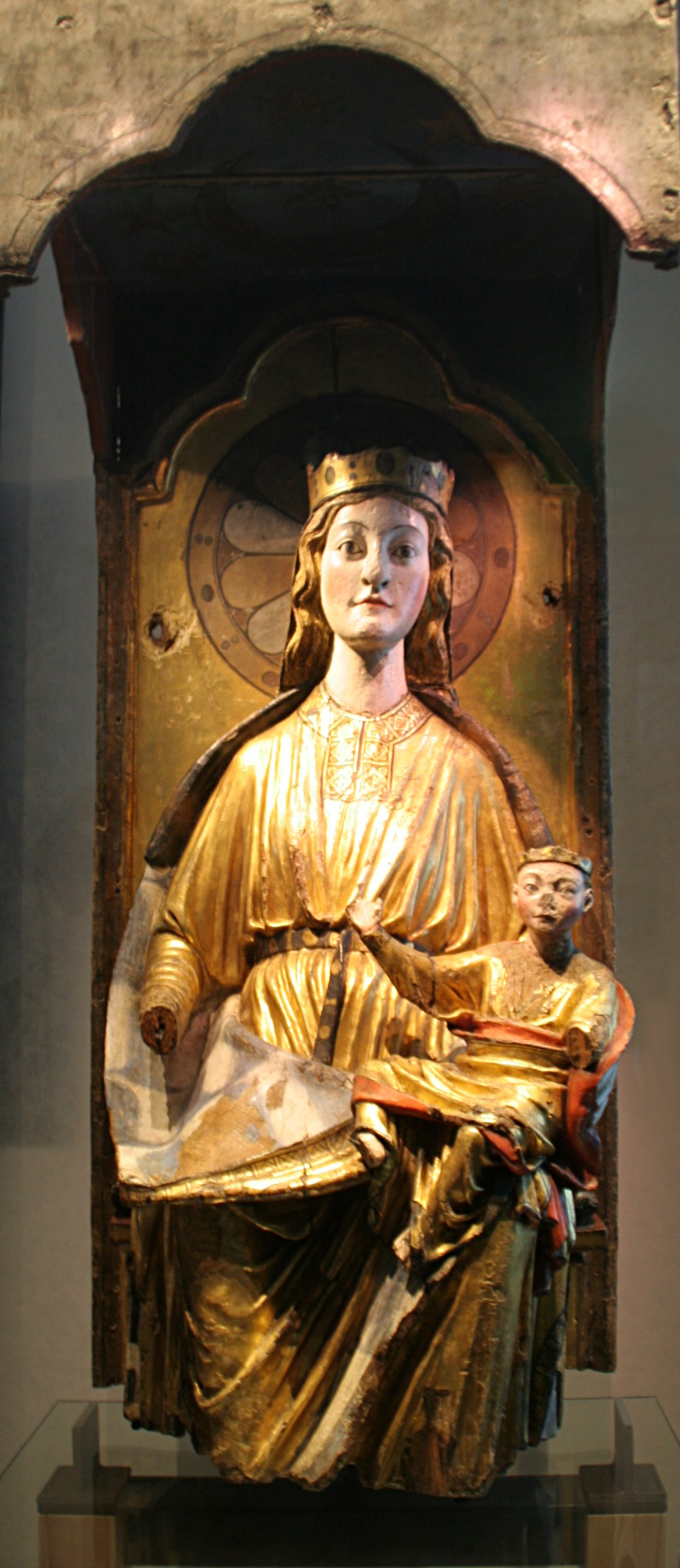
Mare de Déu amb el nen (1230–1235). Actualment en el Museu de Bergen.

Peter Blix va intentar retirar tot l'inventari del Segle XVII. Alguns dels seus assistents, no obstant això, contractats possiblement per la Societat, van retirar sense el consentiment de l'arquitecte tota la pintura dels murs, aconseguint-se a salvar únicament el baldaquí.
No obstant això, alguna cosa va quedar de l'inventari del Segle XVII. El retaule, de 1621, és d'estil renaixentista, i conté escrits del catecisme. Hi ha també un pupitre de lectura del mateix segle.
Es conserven també un parell de làpides, una d'elles va pertànyer a la tomba del rector Iver Eriksson Leganger (1629-1702). En una taula oval de 1688 pot llegir-se una inscripció que esmenta al regnat de Cristià V. Hi ha també un retrat femení del 1650, sense que s'hagi determinat a qui va pertànyer.

### La Madonna del Museu de Bergen
Al Museu de Bergen es guarda una Madonna d'entre 1230 i 1235, esculpida en fusta de Quercus, que suposadament procedeix de l'església de Hove, veïna de Hopperstad. Hi ha hagut no obstant això especulacions que va estar originalment sota el cimbori de la stavkirke i posteriorment va ser traslladada a l'església de Hove. L'escultura és una de les obres mestres dels inicis de l'art gòtic que s'han conservat a Noruega. Se suggereix una influència anglesa de l'escultura, o inclusivament que procedeix d'Anglaterra.